# Porsche 787
Porsche 787 – samochód wyścigowy produkowany w roku 1960, bazujący na rajdowym wozie 1500 RS-K. Przygotowany z myślą o udziale w Formule 2.
Porsche 787 w serii Formuły 2 prowadzili kierowcy tacy jak Wolfgang von Trips i Dan Gurney. Samochód napędzany był czterocylindrowym silnikiem bokser rozwijającym maksymalną moc 190 KM przy 8000 obrotów na minutę.